# علیرضا برخور
علیرضا برخور (زاده ۱۳۴۲ مشهد) سرتیپ خلبان گرومن اف-۱۴ تام‌کت نیروی هوایی ارتش جمهوری اسلامی ایران و در فاصله سال‌های ۱۳۹۲ تا ۱۳۹۶ جانشین فرمانده این نیرو بود. وی از مرداد ۱۳۹۹ تا آذر ۱۴۰۰ به‌عنوان مدیرعامل شرکت ایران ایر فعالیت می‌کرد.
برخور فعالیت نظامی را از سال ۱۳۶۲ در نیروی هوایی ارتش جمهوری اسلامی ایران آغاز کرد و در اواخر جنگ ایران و عراق از خلبانان نیروی هوایی ارتش بود. او سابقه فرماندهی پایگاه هوایی مشهد و پایگاه هوایی اصفهان را نیز در کارنامه شغلی خود دارا می‌باشد.